# Anders Willman

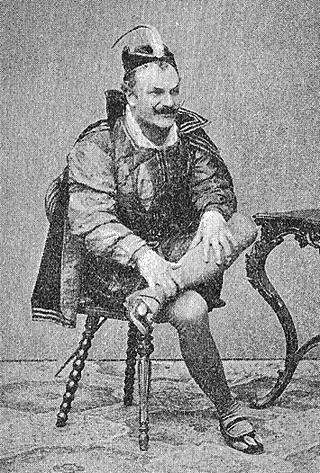
Anders Willman som Mefistofeles i Faust.

Per Anders Johan Willman, född 22 juli 1834 i Stockholm, död 17 januari 1898 i Stockholm, var en svensk operasångare (bas) och teaterchef, son till Olof Willman.
Willman studerade sång för Julius Günther i Stockholm. Han scendebuterade 1854 i Trollflöjten och engagerades som lyrisk skådespelare vid Kungliga teatern 1856. Perioden 1857–1859 var han i Paris och studerade sång för Auguste Laget och Gilbert Duprez samt plastik för François Delsarte. Vid återkomsten till Sverige livstidsengagerades han vid Kungliga Operan i Stockholm.
Tillsammans med sin första hustru Hedvig Harling-Willman (1841–1887, gift 1870) ansvarade Willman för Operans elevskola 1877–1886. Han blev intendent för både Operan och Dramaten 1881 och teaterchef 1883. Han drog sig tillbaka till privatlivet 1888 när båda scenerna privatiserades. Han invaldes som ledamot nr. 428 av Kungliga Musikaliska Akademien 22 januari 1869.
Willman var bland annat innehavare av Vasaorden och Dannebrogorden. Han är begravd på Norra begravningsplatsen utanför Stockholm.

## Roller
- Sarastro i Trollflöjten
- Bertram i Robert le Diable
- Mefistofeles i Faust
- Marcel i Hugenotterna
- Rebolledo i Kronjuvelerna
- Kasper i Friskytten
- Tsaren i Nordens stjerna
- samt Marco, Don Juan och Figaro.